# Каспер, Роми
Роми Каспер (нем. Romy Kasper, род. 5 мая 1988, Форст, Бранденбург) — немецкая профессиональная велогонщица, выступающая за женскую команду UCI AG Insurance-Soudal Quick-Step.

## Биография

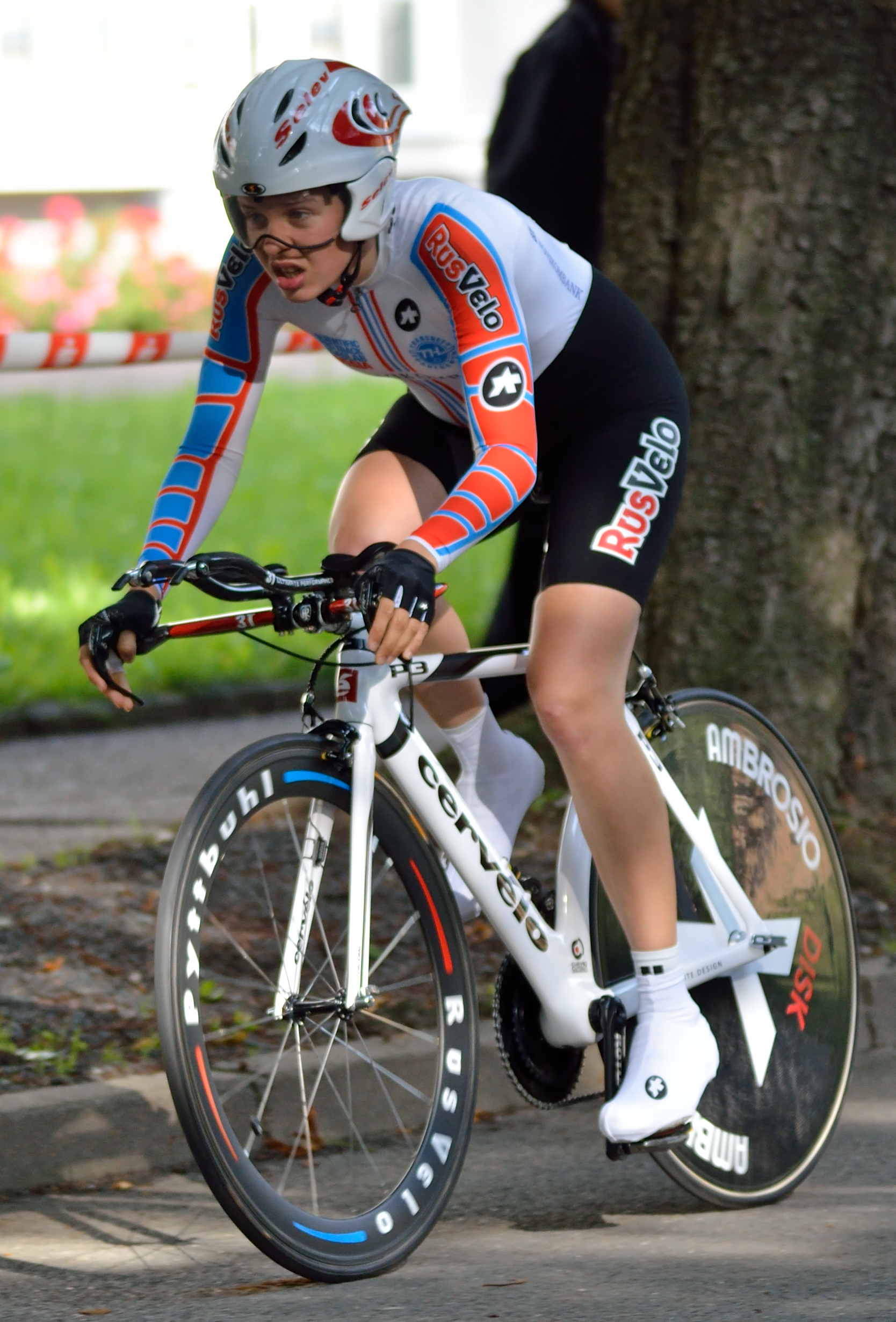
В 2012 году, на Туре Тюрингии.

### Начало
Она выросла в Форсте и была членом местного клуба PSV Forst. В 2005 году она стала чемпионкой Германии в гонке по очкам и заняла 12-е место в чемпионате мира по шоссейному велоспорту среди юниоров.
В 2009 году она стала профессионалом в команде Equipe Nürnberger Versicherung, в составе которой она участвовала в нескольких гонках в предыдущие два года. В декабре 2009 года она перенесла операцию на мениске и была вынуждена взять шестинедельный перерыв. Она возобновила занятия велоспортом только в феврале 2010 года. Она заняла четвёртое место на чемпионате Европы по шоссейным гонкам среди спортсменов до 23 лет. 20 августа в Альбштадте она сломала четыре кости в руке, а через два дня узнала, что прошла предварительный отбор на чемпионат мира по шоссейному велоспорту. В итоге она не прошла отбор. В то же время она изучала спорт в Университете Хемница.
В 2011 году она заняла восьмое место в Туре острова Чунмин и была отобрана на чемпионат мира по шоссейному велоспорту.
В 2012 году она заняла третье место на Джиро ди Тоскана и снова вошла в немецкий отбор на чемпионат мира по шоссейному велоспорту. В 2013 году она присоединилась к голландской команде Boels Dolmans. Она заняла третье место в чемпионате Германии по шоссейному велоспорту.
В 2013 году она сменила клуб и стала членом СК DHfK в Лейпциге.
Роми Каспер участвовала в групповой гонке чемпионата мира 2013 года во Флоренции.

### 2014

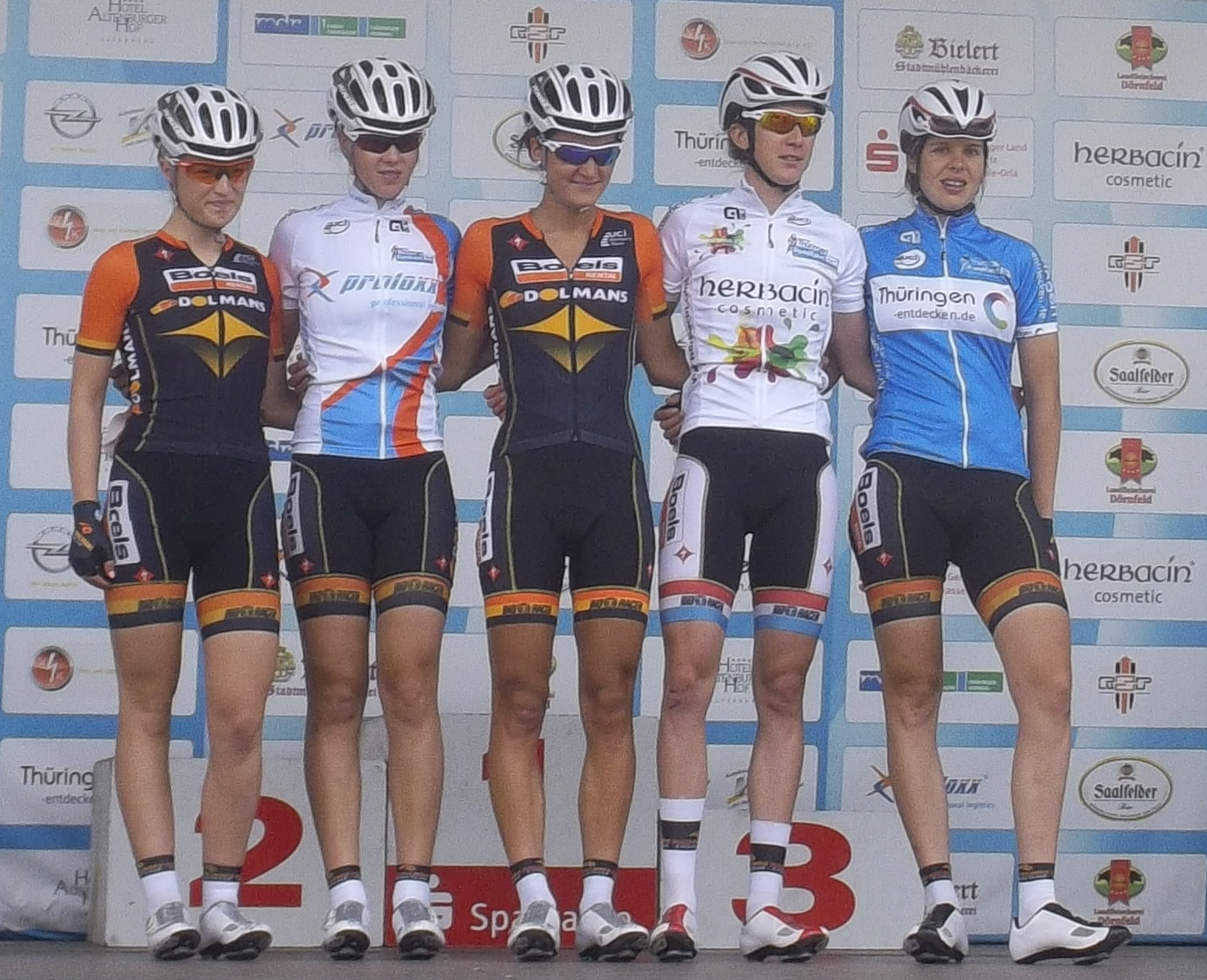
На Туре Тюрингии 2014 (справа).

На втором этапе Тура Тюрингии она оторвалась от Реты Тротман и обошла её в спринте. Это была её первая победа в международной гонке.

### 2015
В 2015 году Роми Каспер сломала ключицу в гонке Омлоп ван Борселе. В конце августа Boels-Dolmans заняла третье место в командной гонке на время на Опен Воргорда TTT, который засчитывается в зачёт Кубка мира. В стартовый состав команды входили: Элизабет Армитстед, Хантал Блак, Роми Каспер, Кристина Маерус, Катажина Павловска и Эвелин Стивенс.

### 2016
На Туре Катара Роми Каспер была в составе отрыва из двадцати пяти гонщиков во время второго этапа. За три километра до финиша она оторвалась от Катрин Гарфут, Эми Питерс и Трикси Уоррак. Она заняла четвёртое место. Остальной пелотон прибыл почти через минуту после четырёх гонщиков. По итогам этапа Роми Каспер поднялась на второе место в общем зачёте, а Трикси Уоррак вышла в лидеры. Команда последней не дала команде Boels Dolmans возможности атаковать на последнем этапе.
Роми Каспер выступала за Германию на летних Олимпийских играх 2016 года в групповой гонке, где заняла 44-е место.

### С 2017
В 2017 году Роми Каспер была отобрана для участия в чемпионате Европы по трековому велоспорту в Берлине. В скрэтче она попала в аварию, получила перелом рёбер и ушиб лёгких.
19 октября 2020 года было объявлено, что она присоединится к новой команде Jumbo-Visma в 2021 году.
В групповой гонке на чемпионате Европы по шоссейному велоспорту, когда до финиша оставалось шестьдесят пять километров, в отрыв вышла группа из четырёх человек — Эллен ван Дейк, Од Бьянник, Сорайя Паладин и Роми Каспер. За сорок восемь километров до финиша Марианна Вос теряет поддержку на подъёме. На следующем круге Роми Каспер отстала на подъёме.

## Достижения

### Шоссе

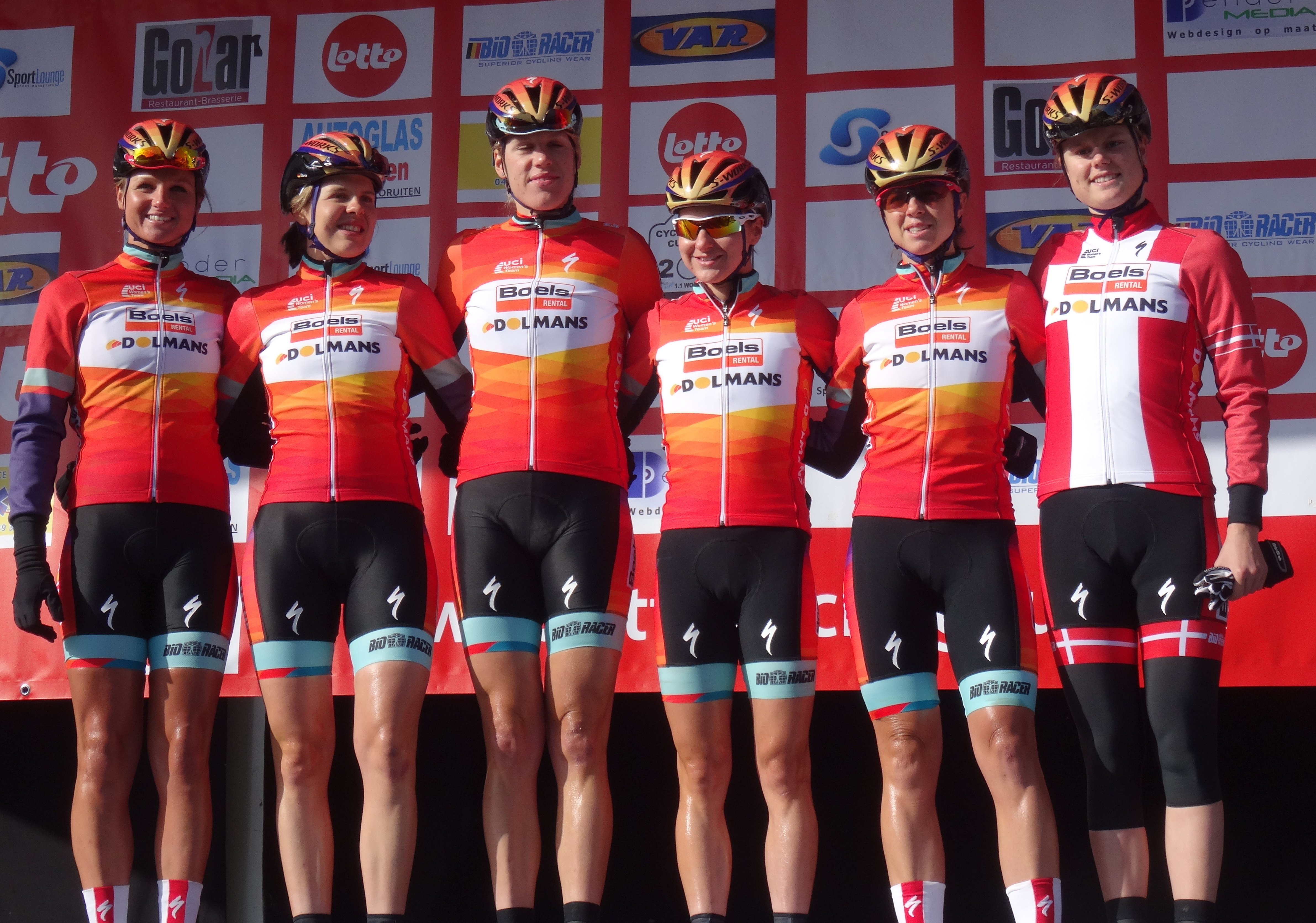
Ле-Самен 2015 (вторая слева).

2010
- 4-я в Чемпионате Европы по шоссейному велоспорту[англ.] среди спортсменов до 23 лет — индивидуальная гонка

2011
- 5-й этап Женского Тура — на приз Чешской Швейцарии

2012
- 3-я в Джиро ди Тоскана — Мемориал Микелы Фанини

2013
- 3-я в Чемпионате Германии по шоссейному велоспорту[англ.] — групповая гонка

2014
- 2-й этап Тура Тюрингии

2016
- Чемпионат мира по велоспорту среди студентов[англ.] — групповая гонка
- Чемпионат мира по велоспорту среди студентов[англ.] — критериум
- 1-й этап (TTT) Energiewacht Tour (с Эллен Ван Дейк, Амалией Дидериксен[англ.], Никки Браммайер[англ.] и Кристине Маерус)
- 2-я в Туре Катара[англ.]

2019
- 9-я в Туре Дренте[англ.]

2021
- 10-я в Ле-Самен
- 10-я в Дварс дор де Вестхук

### Статистика выступления наГранд-турах
| Гонка / Год          | 2007           | 2008           | 2009           | 2010           | 2011           | 2012           | 2013           | 2014           | 2015           | 2016           | 2017           | 2018           | 2019           | 2020           | 2021           | 2022           | 2023           |
| -------------------- | -------------- | -------------- | -------------- | -------------- | -------------- | -------------- | -------------- | -------------- | -------------- | -------------- | -------------- | -------------- | -------------- | -------------- | -------------- | -------------- | -------------- |
| Рут де Франс феминин | —              | —              | 24             | —              | —              | —              | DNF            | —              | —              | —              | не проводилась | не проводилась | не проводилась | не проводилась | не проводилась | не проводилась | не проводилась |
| Тур де л'Од феминин  | DNF            | 61             | —              | 47             | не проводилась | не проводилась | не проводилась | не проводилась | не проводилась | не проводилась | не проводилась | не проводилась | не проводилась | не проводилась | не проводилась | не проводилась | не проводилась |
| Джиро д’Италия Донне | —              | —              | —              | —              | —              | 28             | 51             | —              | 54             | —              | 15             | —              | 75             | —              | —              | 37             | —              |
| Тур де Франс Фамм    | не проводилась | не проводилась | не проводилась | не проводилась | не проводилась | не проводилась | не проводилась | не проводилась | не проводилась | не проводилась | не проводилась | не проводилась | не проводилась | не проводилась | не проводилась | 35             | 38             |

### Трек

#### Чемпионат мира
Апелдорн 2018
- 10-я в мэдисоне[17].

#### Чемпионат Европы
Порденоне 2019
- Бронзовый призёр в гонке за лидером[фр.].

#### Чемпионат Германии
2005
- Чемпион Германии в гонке по очкам среди юниоров.

## Рейтинги
| Год                 | 2009  | 2010 | 2011  | 2012 | 2013  | 2014  | 2015  | 2016 | 2017  | 2018  | 2019  | 2020  | 2021  | 2022  | 2023  | 2024  |
| ------------------- | ----- | ---- | ----- | ---- | ----- | ----- | ----- | ---- | ----- | ----- | ----- | ----- | ----- | ----- | ----- | ----- |
| Мировой рейтинг UCI | 203-й | 97-й | 103-й | 87-й | 136-й | 103-й | 226-й | 94-й | 113-й | 774-й | 173-й | 229-й | 168-й | 133-й | 170-й | 326-й |
| Мировой тур UCI     |       |      |       |      |       |       |       | 98-й | 98-й  | 245-й | 75-й  | 76-й  | 92-й  | 83-й  | 160-й | 187-й |
|                     |       |      |       |      |       |       |       |      |       |       |       |       |       |       |       |       |
| Источник: UCI       |       |      |       |      |       |       |       |      |       |       |       |       |       |       |       |       |